# ХАБ-500
ХАБ-500 — назва серії авіаційних бомб часів Другої світової війни, розроблених радянськими ВПС для застосування хімічної зброї.

## Історія та конструкція
ХАБ-500 зазвичай заповнювали іпритом (Р-5) або фосгеном (Р-10). Вона мала 450 мм в діаметрі та близько 2400 мм завдовжки. Її споряджена вага становила близько 290 кг, включаючи приблизно 170 кг хімічної речовини та 1,1-1,6 кг розривного заряду ударної дії.
Після детонації ХАБ-500 Р-10 створить напівсферичну хмару газу радіусом 20-25 м За ідеальних погодних умов хмара фосгену може викликати серйозні медичні наслідки на відстані до 500 м за вітром.
ХАБ-500 використовувалася літаки часів Радянського Союзу.
Бомба була знята з озброєння в результаті підписання Конвенції про заборону хімічної зброї на початку 1990-х років.